# Тарковский, Сулейман-Паша
Князь Сулейман-паша Тарковский (1794, Тарки — 1836, Тарки) — шамхал Тарковский (1830—1836), владетель Буйнакский, вали Дагестанский, русский генерал-майор.

## Биография
Родился в 1794 году в Тарках от первой жены шамхала Тарковского Мехти II, Фариджа-ханум Дербентской, дочери Фатали-хана. В 1830 году, не задолго до смерти отца Мехти-хана II; ..«утверждён наследником шамхала и пожалован чином полковника всероссийских войск». В том же году, был избран шамхалом, после смерти отца. Инвеститурной грамотой императора Николая I утверждён шамхалом Тарковским, владетелем Буйнакским и валием Дагестанским. Здесь возник вопрос о том, следует ли вместе с тем подтвердить ему титул хана Дербентского и вали Дагестанского. В донесении главнокомандующего в Грузии к министру иностранных дел графу К. В. Нессельроде от 30 марта 1833 года за № 229 по поводу этого сказано: «Входя в нынешнее положение Дагестана и усматривая из Высочайшей грамоты, пожалованной в 1806 году покойному шамхалу на ханство дербентское, что он именовался, между прочим, и владетелем дагестанским, я полагал бы весьма возможным не давать теперешнему шамхалу, генерал-майору Сулейман-хану, звания хана дербентского, но даровать ему титул шамхала Тарковского, владельца бойнацкого и валия дагестанского, по следующим, как я полагаю, весьма уважительным причинам». В ознаменовании владетельского достоинства ему дозволено было носить бриллиантовое перо на шапке и вместе с тем, подобно предшественникам своим, он пожалован в чин тайного советника. Проводил, как и его отец политику сближения с Россией. После его смерти шамхальством управлял его единокровный брат Абу-Муслим-Хан. Умер в 1836 году и похоронен в родовом селении Тарки.

## Семья
По рекомендации генерала А. П. Ермолова был женат на Папу-бике, дочери генерал-майора, князя, пристава Кумыкского округа Мусы Хасаева. Детей у них не было. После смерти мужа вышла замуж за Исмаил-бека Куткашинского. Повторный брак также бездетный.
В архивных источниках фигурирует сын Сулейман-паши — Заал-бек, рождённый от неравного брака, впоследствии капитан, с 1867 года наиб (начальник) Таркинского участка Темир-Хан-Шуринского округа. Его сын, Нуреддин Заалбекович Шамхалов (30.08.1864—?), ротмистр, командир 2-й сотни Дагестанской постоянной милиции.